# Simeón Pereira y Castellón
Simeón Pereira y Castellón (n. en León, departamento de León, Nicaragua el 2 de julio de 1863 - m. ídem el 29 de enero de 1921).Fue Obispo de la Diócesis de León al crearse la Provincia Eclesiástica de Nicaragua el 2 de diciembre de 1913 y el último Obispo de Nicaragua en gobernar todo el territorio Nicaragüense, Arzobispo Titular de Cízico, Conde Romano y Principe Asistente al Santo Solio Pontifico. Reconocido como una figura destacada en la historia de Nicaragua por su dedicación al pueblo nicaragüense, su profunda fe religiosa, la defensa de los derechos humanos, su constante aporte al desarrollo artístico y la construcción de edificaciones importantes en la ciudad de León, Nicaragua.

## Biografía y estudios
Hijo de Pedro Pereira y Dolores Castellón de Pereira nació el 2 de julio de 1863. A la edad de 12 años, en 1875, entró en el Colegio San Ignacio de Matagalpa, administrado por los sacerdotes de la Compañía de Jesús. En 1881 los jesuitas fueron expulsados por el gobierno del general Joaquín Zavala Solís, debido a la masacre de los indios matagalpinos que hizo en esa ciudad. Pereira, junto con su hermano Félix, siguió a los maestros jesuitas a Ecuador e inició estudios en la Universidad de Quito; en 1888 fue nombrado Catedrático de Filosofía y Letras en Bogotá, Colombia, de donde recibió las órdenes menores de manos del arzobispo de la capital colombiana, pasando a Medellín a dictar cátedras de Historia y Ciencias Matemáticas en el Colegio San Ignacio administrado por los jesuitas. En enero de 1892 regresó a Nicaragua donde recibió las órdenes de subdiácono y diácono de manos del Obispo de Honduras, Monseñor Manuel Francisco Vélez, en la Iglesia de La Recolección y fue ordenado presbítero en la Catedral de León el 26 de febrero, junto con su hermano Félix, y celebró su primera misa en la Iglesia San Felipe el 19 de marzo del mismo año.

## Obispo de Nicaragua
En 1893 triunfó la Revolución Liberal del 11 al 25 de julio, encabezada por el general José Santos Zelaya, la cual hizo la separación Iglesia-Estado, el laicismo del Estado, el matrimonio civil, la secularización de los cementerios, las libertades de culto, de prensa y de expresión, la pérdida de los derechos de la Iglesia católica,  etc. ratificados más tarde en la nueva Constitución llamada La Libérrima. En 1894 Zelaya ordenó la expulsión de los vicarios generales de la diócesis, Pereira ocupó la vacante y también se ordenó su destierro, pero no se consumó la orden. El 25 de julio de 1896 fue consagrado Obispo Auxiliar coadjutor (o sea con derecho a la sucesión) por el obispo Francisco Ulloa y Calvo (habiendo sido nombrado por el Papa León XIII) y sucedió a éste.
En 1898 publicó una carta pastoral contra las leyes de Zelaya, al negarse su retractación fue expulsado el 3 de noviembre del mismo año hacia Costa Rica. Se conoce que el obispo le dijo a Zelaya "Prefiero antes cortarme la mano que firmar su contrato". Más tarde regresó al país pero nuevamente fue desterrado el 6 de enero de 1906 por negarse a acatar la ley que prohibía el uso de la sotana en las calles a los religiosos, pues debían de usarla dentro de los templos. Estuvo exiliado en México, Panamá, Colombia y Costa Rica. Regresó a la caída de Zelaya en 1909.
El 23 de julio de 1904 le da la confirmación a Maria Romero Meneses. El 17 de julio de 1912, Monseñor declara a la Virgen Nuestra Señora de Las Mercedes (Virgen de la Merced) patrona de la ciudad de León, Nicaragua. 

## Creación de la Provincia Eclesiástica de Nicaragua
El 2 de diciembre de 1913 el Papa San Pío X (sucesor de León XIII), por la Bula Quam Juxta apostolicum effatum, creó la Provincia Eclesiástica de Nicaragua integrada por la Arquidiócesis de Managua, las Diócesis de Granada y León y el Vicariato Apostólico de Bluefields, por lo que Monseñor Pereira quedó como primer Obispo de León y junto con el primer Obispo de Granada, Monseñor Cándido Piñol y Batres, consagraron el 3 de mayo de 1914 en la capital, Managua, a Monseñor José Antonio Lezcano y Ortega como primer Arzobispo de Managua.

## Relación con Rubén Darío y Jorge Navas Cordonero
Monseñor Pereira se relacionó con el poeta Rubén Darío cuando éste regresó a León en 1915 y poco antes de morir el 6 de febrero de 1916 le dio el viático y la extremaunción. Dispuso que fuera sepultado en la Catedral el 13 del mismo mes con los honores de "Príncipe de la Iglesia", por orden del Obispo, junto con el clero y el gobierno cuyo presidente era Adolfo Díaz. Monseñor fue quien pronunció el discurso de funeral cuando sale de la Catedral de León el cadaver del poeta Rubén Darío.
Darío fue sepultado al pie de la estatua de San Pablo debajo de un león de concreto, arena y cal hecho por el escultor granadino Jorge Navas Cordonero. Este también hizo por orden del obispo las estatuas de los Apóstoles en las pilastras de la nave central, los bajorrelieves con los misterios del Rosario en los arcos superiores de las naves, la estatua de la Inmaculada Concepción de la Virgen María sobre el frontis de la fachada, los atlantes entre esta y los campanarios, y los leones del exterior.

## Fallecimiento
Monseñor Pereira falleció a los 57 años de edad el 29 de enero de 1921. Esta sepultado en la Catedral de León. Su tumba fue hecha por Jorge Navas Cordonero, también están esculpidos el báculo y la mitra. 